# Raivavae (Polynésie française)
Pour l’article homonyme, voir Raivavae.
Raivavae est une commune de la Polynésie française dans l'archipel des Australes en Polynésie française. Le chef-lieu de cette dernière est Raivavae. 

## Géographie
La commune est composée d'une île : Raivavae.
- Elle comprend les communes associées de Anatonu (206 habitants), Rairua-Mahanatoa (459 habitants, commune incluant les villages de Rairua et de Mahanatoa ainsi que l'aéroport) et Vaiuru (240 habitants).
- En 2007 on y recensait 905 habitants. Ces communes associées sont aussi appelées des districts et chaque district a un maire délégué.
- Maire : Flores Bruno.

## Toponymie
- Autrefois Raivavae se nommait Vavitu, Ronomonahauea, Laivai, Raniha, Ravavae et Tahiti nui.

## Démographie
L'évolution du nombre d'habitants est connue à travers les recensements de la population effectués dans la commune depuis 1971. À partir de 2006, les populations légales des communes sont publiées annuellement par l'Insee, mais la loi relative à la démocratie de proximité du 27 février 2002 a, dans ses articles consacrés au recensement de la population, instauré des recensements de la population tous les cinq ans en Nouvelle-Calédonie, en Polynésie française, à Mayotte et dans les îles Wallis-et-Futuna, ce qui n’était pas le cas auparavant. Pour la commune, le premier recensement exhaustif entrant dans le cadre du nouveau dispositif a été réalisé en 2002, les précédents recensements ont eu lieu en 1996, 1988, 1983, 1977 et 1971.
En 2017, la commune comptait 903 habitants, en diminution de 4,65 % par rapport à 2012
| 1971  | 1977  | 1983  | 1988  | 1996  | 2002 | 2007 | 2012 | 2017 |
| ----- | ----- | ----- | ----- | ----- | ---- | ---- | ---- | ---- |
| 1 021 | 1 023 | 1 177 | 1 225 | 1 049 | 991  | 905  | 947  | 903  |

| 2022 | - | - | - | - | - | - | - | - |
| ---- | - | - | - | - | - | - | - | - |
| 900  | - | - | - | - | - | - | - | - |